# Sagui-de-manto-dourado
Sagui-de-manto-dourado (Leontocebus tripartitus) é uma espécie de calitriquíneo que ocorre na Amazônia, entre os rios Curaray e Napo, no Peru e Equador.